# SpaceX CRS-1
SpaceX CRS-1 (также известный как SpX-1) — третий полёт автоматического грузового корабля Dragon компании SpaceX. Первый полёт в программе снабжения МКС, выполненный SpaceX по контракту Commercial Resupply Services (CRS) с NASA, то есть первый коммерческий полёт частного космического корабля.

## Запуск
Запуск состоялся 8 октября 2012 года в 00:35 UTC, ракетой-носителем Falcon 9 v1.0. Это был четвёртый запуск данной версии ракеты-носителя.
На 79-й секунде полёта при достижении ракетой-носителем максимального аэродинамического сопротивления был сорван защитный конический обтекатель первого двигателя. Двигатель был аварийно остановлен из-за потери давления. Это привело к увеличенному времени работы остальных восьми двигателей первой ступени и двигателя второй ступени для выхода на запланированную орбиту. Полёт продемонстрировал заявленную возможность ракеты Falcon 9 завершить миссию при отключении одного из девяти двигателей. Космический корабль Dragon был успешно выведен на орбиту 197 × 328 км.
После отстыковки корабля Dragon вторая ступень должна была продолжить выведение вторичной нагрузки (тестового прототипа спутника Orbcomm-G2), однако в результате вышеуказанного сбоя вторая ступень ракеты-носителя использовала при своём первом включении немного больше топлива, чем предполагалось, и не было полной гарантии, что топлива будет достаточно для доставки второстепенного груза на необходимую орбиту 350 × 750 км. По заявлению компании SpaceX, NASA требовало очень высокую степень гарантии (99 %), что повторный запуск второй ступени позволит достичь необходимой орбиты выше орбиты нахождения МКС, в то время как топлива оставалось только на 95 % времени работы ступени. Исходя из этого, NASA, главный заказчик миссии, не позволило произвести повторный запуск второй ступени, в связи с опасениями за безопасность МКС. Тестовый прототип отделился на неустойчивой орбите, что повлекло сход его с орбиты и сгорание в плотных слоях атмосферы 10 октября 2012 года. Тем не менее, за время, которое спутник провёл на орбите до потери связи с ним, компания Orbcomm успела проверить работоспособность всех основных его систем.

### Сближение и стыковка
Через 10 минут после старта космический корабль Dragon, достигнув орбиты с показателями 197 × 328 км, был отстыкован от верхней ступени ракеты-носителя. Ещё через 2 минуты были раскрыты панели солнечных батарей и корабль начал 2-дневное путешествие к Международной космической станции.
Аппарат достиг станции 10 октября, в 10:56 UTC был захвачен манипулятором «Канадарм-2», которым управляли астронавты Сунита Уильямс и Акихико Хосидэ, а затем пристыкован к модулю «Гармония» в 13:03 UTC. Люк корабля был открыт в 17:40 UTC.

### Полезная нагрузка
Грузовик доставил на МКС 454 килограмма полезного груза (400 кг без учёта упаковки), в том числе:
- Провизия и вещи для экипажа — 118 кг
- Материалы для научных исследований — 177 кг
- Оборудование и детали станции — 102 кг
- Компьютеры и комплектующие — 3,2 кг

Обратно на Землю Dragon вернул 904 килограмма полезного груза (759 кг без учёта упаковки), в том числе:
- Вещи экипажа — 74 кг
- Материалы научных исследований — 393 кг
- Оборудование и детали станции — 235 кг
- Компьютеры и комплектующие — 5 кг
- Оборудование для выхода в открытый космос — 33 кг
- Российский груз — 20 кг

### Отстыковка и возвращение
Люк корабля был закрыт за сутки до отстыковки, после того как возвращаемый груз был уложен в герметичный отсек.
Корабль был отстыкован от МКС 28 октября 2012 года в 11:19 UTC, с помощью манипулятора «Канадарм-2» под управлением астронавта Кевина Форда, и отпущен в 13:29 UTC.
Используя тормозные и основные парашюты, космический корабль Dragon приводнился в акватории Тихого океана 28 октября 2012 года в 19:22 UTC, на расстоянии около 450 км от побережья Калифорнии.